# Людина даґанійська
Люди́на даґані́йська (лат. Homo Dagangensis; кит. 原始人大崗) — доісторична людина, виявлена на Тайвані. Віднайшов скам'янілості черепа та зуба в горі Даган, район Аліан, місто Гаосюн на Тайвані колекціонер Ван Лянцзє. У 1999 році японські вчені прибули на Тайвань, щоб допомогти в ідентифікації решток стародавньої людини. Вони з'ясували, що форма двох знайдених зубів Людини даґанійської відрізняється від доісторичних і сучасних знахідок на Тайвані. Вчені припустили, що їх вік може становити від 50 тис. до 200 тис. років.
Однак, у 2003 році два черепи, виявлені одночасно зі скам'янілостями давніх людських зубів, були відправлені до Сполучених Штатів Америки для радіовуглецевого датування. Було встановлено, що їхній вік 3910 і 4160 років відповідно. У зв'язку із встановленими результатами дослідження стародавні люди в горах Даґан проживали лише кілька тисяч років тому, а не десятки чи сотні тисяч років тому, як припускалося раніше.